# Heather Samuel
Heather Barbara Samuel (6 de julio de 1970) es una exvelocista de Antigua y Barbuda especializada en 100 y 200 metros. Participó en cuatro Juegos Olímpicos y cinco campeonatos del mundo desde 1992 hasta su retirada en 2004. 

## Palmarés
| Juegos Olímpicos                                     | Juegos Olímpicos                 | Juegos Olímpicos                   | Juegos Olímpicos     |
| Año                                                  | Lugar                            | Medalla                            | Categoría            |
| ---------------------------------------------------- | -------------------------------- | ---------------------------------- | -------------------- |
| 1992                                                 | Barcelona ( España)              | Sin clasificar                     | 100 metros           |
| 1992                                                 | Barcelona ( España)              | Sin clasificar                     | 200 metros           |
| 1996                                                 | Atlanta ( Estados Unidos)        | Sin clasificar                     | 100 metros           |
| 1996                                                 | Atlanta ( Estados Unidos)        | Sin clasificar                     | 200 metros           |
| 1996                                                 | Atlanta ( Estados Unidos)        | Sin clasificar                     | Relevos 4×100 metros |
| 1996                                                 | Atlanta ( Estados Unidos)        | Sin clasificar                     | Relevos 4×400 metros |
| 2000                                                 | Sídney ( Australia)              | Sin clasificar                     | 100 metros           |
| 2000                                                 | Sídney ( Australia)              | Sin clasificar                     | 200 metros           |
| 2004                                                 | Atenas ( Grecia)                 | Sin clasificar                     | 100 metros           |
| Juegos Centroamericanos y del Caribe                 |                                  |                                    |                      |
| Año                                                  | Lugar                            | Medalla                            | Categoría            |
| 1990                                                 | Ciudad de México ( México)       | Medalla de plata, América Central  | 100 metros           |
| 1990                                                 | Ciudad de México ( México)       | Medalla de bronce, América Central | 200 metros           |
| 2002                                                 | San Salvador ( El Salvador)      | 02 ! [ 5 ]                         | 100 metros           |
| 2002                                                 | San Salvador ( El Salvador)      | 03 ! [ 5 ]                         | 200 metros           |
| Campeonato Mundial de Atletismo                      |                                  |                                    |                      |
| Año                                                  | Lugar                            | Medalla                            | Categoría            |
| 1993                                                 | Stuttgart ( Alemania)            | Sin clasificar                     | 100 metros           |
| 1993                                                 | Stuttgart ( Alemania)            | Sin clasificar                     | 200 metros           |
| 1995                                                 | Gotemburgo ( Suecia)             | Sin clasificar                     | 100 metros           |
| 1995                                                 | Gotemburgo ( Suecia)             | Sin clasificar                     | 200 metros           |
| 1997                                                 | Atenas ( Grecia)                 | Sin clasificar                     | 100 metros           |
| 1997                                                 | Atenas ( Grecia)                 | Sin clasificar                     | 200 metros           |
| 1999                                                 | Sevilla ( España)                | Sin clasificar                     | 100 metros           |
| 1999                                                 | Sevilla ( España)                | Sin clasificar                     | 200 metros           |
| 2003                                                 | París ( Francia)                 | Sin clasificar                     | 100 metros           |
| Campeonato Centroamericano y del Caribe de Atletismo |                                  |                                    |                      |
| Año                                                  | Lugar                            | Medalla                            | Categoría            |
| 1995                                                 | Ciudad de Guatemala ( Guatemala) | 01 ! [ 11 ]                        | 100 metros           |
| 1995                                                 | Ciudad de Guatemala ( Guatemala) | 03 ! [ 11 ]                        | 200 metros           |
| 1997                                                 | San Juan ( Puerto Rico)          | 03 ! [ 11 ]                        | 100 metros           |
| 1997                                                 | San Juan ( Puerto Rico)          | 03 ! [ 11 ]                        | 200 metros           |
| 1999                                                 | Bridgetown ( Barbados)           | 02 ! [ 11 ]                        | 100 metros           |
| 1999                                                 | Bridgetown ( Barbados)           | 02 ! [ 11 ]                        | 200 metros           |